# Eriosema heterophyllum
Eriosema heterophyllum är en ärtväxtart som beskrevs av George Bentham. Eriosema heterophyllum ingår i släktet Eriosema och familjen ärtväxter. Inga underarter finns listade i Catalogue of Life.